# Hydrocharitaceae
Famille
Classification APG III (2009)
La famille des Hydrocharitacées ou Hydrocharidacées  comprend une centaine d'espèces de plantes aquatiques réparties en une vingtaine de genres. Parfois stolonifères, elles possèdent un rhizome monopodial rampant aux feuilles disposées sur deux rangées verticales, ou un rameau principal érigé avec des racines basales et feuillé.

## Étymologie
Le nom est formé sur celui du genre Hydrocharis, qui vient des mots grecs hydro, « eau », et charis, « grâce, beauté ».

## Classification
La classification phylogénétique a fait des Najadacées une des six sous-familles des Hydrocharitacées.

## Répartition
Trois de ces genres, Enhalus, Halophila et Thalassia, sont exclusivement marins et comptent une vingtaine d'espèces.
Dans les eaux douces continentales, on peut citer, en France, la grenouillette, plante flottante du genre Hydrocharis, la châtaigne d'eau, autre plante flottante du genre Stratiotes, la vallisnérie spiralée du genre Vallisneria et l'élodée du Canada, plante submergée exotique (originaire d'Amérique du Nord) du genre Elodea. Ces plantes vivent dans les eaux calmes des bords de rives.

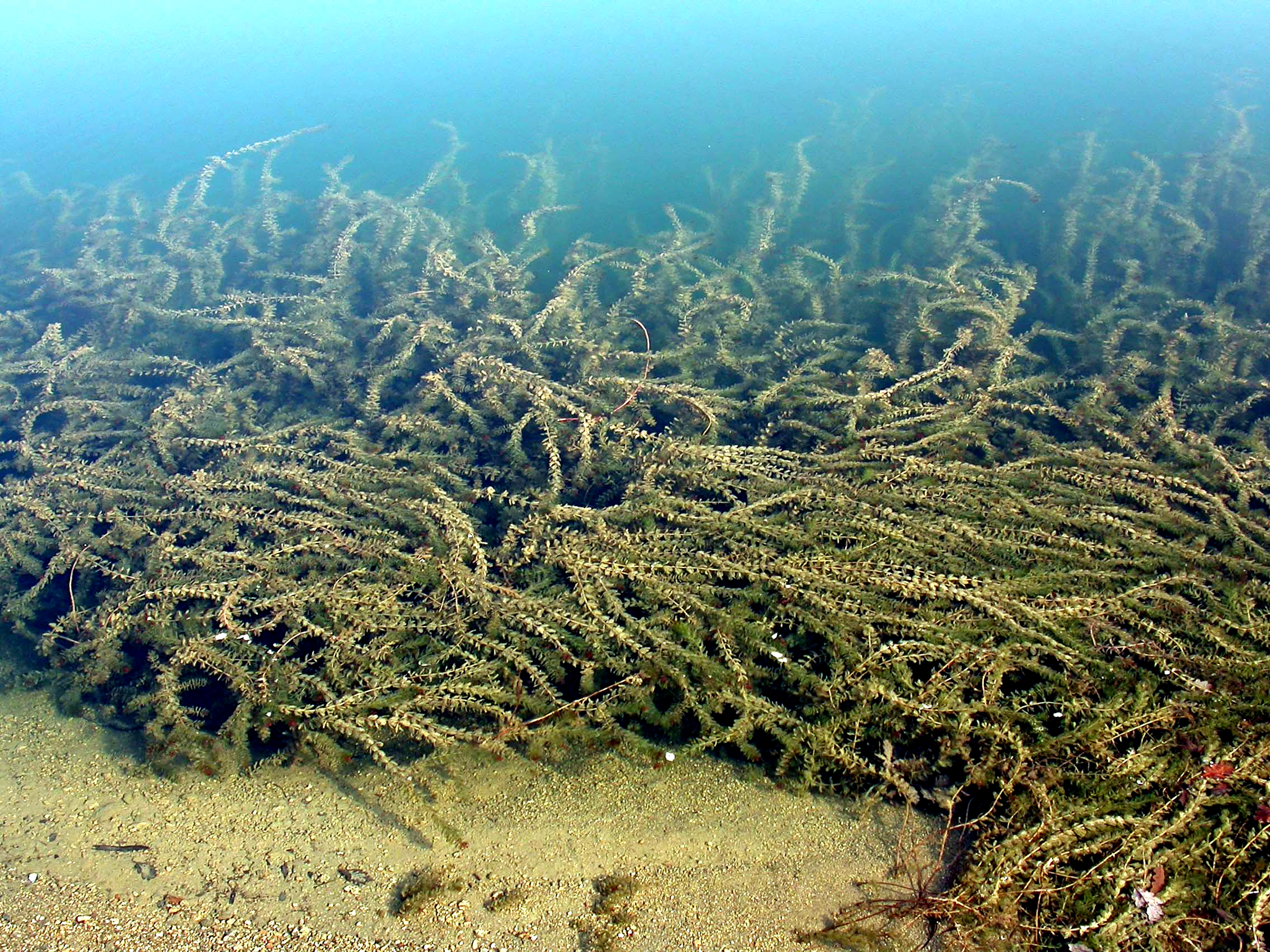
Herbier d'élodée du Canada au lac de Saint-Cassien, dans le sud de la France.

L'histoire de l'élodée du Canada en Europe est particulière : c'est une plante entièrement submergée originaire d'Amérique du Nord, qui a été importée au début du XIXe siècle. Cassante, elle s'est reproduite par bouturage naturel à une telle vitesse qu'elle a envahi les cours d'eau européens. Plante dioïque, on ne connaît en Europe que des pieds femelles, à la floraison extrêmement rare ; il n'y a donc pas de reproduction sexuée et beaucoup d'individus sont en fait des clones.

## Liste des genres
Selon World Checklist of Selected Plant Families (WCSP) (18 nov. 2015) :
- genre Apalanthe Planch
- genre Appertiella C.D.K.Cook & Triest
- genre Blyxa Noronha ex Thouars (1806)
- genre Egeria Planch., Ann. Sci. Nat. (1849)
- genre Elodea Michx. (1803)
- genre Enhalus Rich. (1814)
- genre Enhydrias Ridl.
- genre Halophila Thouars (1806)
- genre Hydrilla Rich. (1814)
- genre Hydrocharis L. (1753)
- genre Lagarosiphon Harv. (1842)
- genre Limnobium Rich. (1814)
- genre Maidenia Rendle
- genre Najas L. (1753)
- genre Nechamandra Planch., Ann. Sci. Nat. (1849)
- genre Oligolobos Gagnep.
- genre Ottelia Pers. (1805)
- genre Stratiotes L. (1753)
- genre Thalassia Banks & Sol. ex K.D.Koenig (1805)
- genre Vallisneria P.Micheli ex L. (1753)

Selon Angiosperm Phylogeny Website (20 mai 2010) :
- genre Apalanthe Planch.
- genre Appertiella C.D.K.Cook & Triest
- genre Blyxa Noronha ex Thouars
- genre Egeria Planch.
- genre Elodea Michx.
- genre Enhalus Rich.
- genre Enhydrias Ridl.
- genre Halophila Thouars
- genre Hydrilla Rich.
- genre Hydrocharis L.
- genre Lagarosiphon Harv.
- genre Limnobium Rich.
- genre Maidenia Rendle
- genre Najas L.
- genre Nechamandra Planch.
- genre Oligolobos Gagnep.
- genre Ottelia Pers.
- genre Stratiotes L.
- genre Thalassia Banks ex C.Koenig
- genre Vallisneria L.

Selon NCBI (18 nov. 2015) :
- genre Apalanthe
- genre Blyxa
- genre Egeria
- genre Elodea
- genre Enhalus
- genre Halophila
- genre Hydrilla
- genre Hydrocharis
- genre Lagarosiphon
- genre Limnobium
- genre Maidenia
- genre Najas
- genre Nechamandra
- genre Ottelia
- genre Stratiotes
- genre Thalassia
- genre Vallisneria

Selon DELTA Angio (18 nov. 2015) :
- genre Apalanthe
- genre Appertiella
- genre Blyxa
- genre Egeria
- genre Elodea
- genre Enhalus
- genre Halophila
- genre Hydrilla
- genre Hydrocharis
- genre Lagarosiphon
- genre Limnobium
- genre Maidenia
- genre Nechamandra
- genre Ottelia
- genre Stratiotes
- genre Thalassia
- genre Vallisneria

Selon ITIS (18 nov. 2015) :
- genre Blyxa Noronha ex Thouars
- genre Egeria Planch.
- genre Elodea Michx.
- genre Enhalus Rich.
- genre Halophila Thouars
- genre Hydrilla L.C. Rich.
- genre Hydrocharis L.
- genre Lagarosiphon Harvey
- genre Limnobium L.C. Rich.
- genre Najas L.
- genre Nechamandra Planch.
- genre Ottelia Pers.
- genre Stratiotes L.
- genre Thalassia Banks & Soland. ex Koenig
- genre Vallisneria L.